# Gmina Racławice
Die Gmina Racławice ist eine Landgemeinde im Powiat Miechowski der Woiwodschaft Kleinpolen in Polen. Ihr Sitz ist das gleichnamige Dorf.

## Geschichte
Das Dorf Racławice ist besonders durch die Schlacht bei Racławice 1794 bekannt geworden. Das Schlachtfeld ist als Pomnik historii (Geschichtsdenkmal) ausgewiesen.

## Gliederung
Zur Landgemeinde (gmina wiejska) Racławice gehören folgende 12 Dörfer mit einem Schulzenamt:
Dale
Dosłońce
Dziemięrzyce
Górka Kościejowska
Góry Miechowskie
Głupczów
Janowiczki
Klonów
Kościejów
Marchocice
Miroszów
Racławice